# Järnvägslinjen Lidköping–Stenstorp
Järnvägslinjen Lidköping–Stenstorp var Lidköping–Skara–Stenstorps Järnvägs huvudlinje med spårvidden 891 mm. I samband med förstatligandet av smalspårsnätet i Västra Götaland övertog SJ linjen den 1 juli 1948.

## Byggnation
Efter att Lidköping–Skara–Stenstorps Järnväg (LSSJ) hade bildats den 30 april 1872, erhölls 4 oktober 1872 koncession för linjen Lidköping–Skara–Stenstorp med spårvidden 802 mm. Linjen skulle ansluta till Västra stambanan och Hjo–Stenstorps Järnvägs (HSJ) i Stenstorp. Som entreprenör för banbyggnaden kontrakterades kaptenen i Kungl. Väg- och Vattenbyggnadskåren Johan Wohlrath Kullberg. Bolagets kontrollant för banbyggnaden var Hjalmar Elworth och kontrollanten för det rullande materialet var Harald Asplund. I den ursprungliga ansökan om koncession hade man avsett att bygga banan med spårvidden 802 mm men efter förslag från kontrollanten Asplund och överlägningar med HSJ begärde man att få ändra spårvidden till 891 mm vilket godkändes av myndigheterna den 21 mars 1873. Arbetet med banbyggnaden förlöpte utan större missöden och i september 1874 startade man med provisorisk godstrafik, den 19 november 1874 öppnade linjen i sin helhet officiellt. Byggnadskostnaden inklusive lok, vagnar med mera var 1 364 544 kronor.
Rälsen byttes från 14 kg/m först till 15 kg/m och sedan till 17,4 kg/m på 1920-talet.

## Sträckningen
Från Stenstorps station på Västra stambanan som med tiden blev en mindre järnvägsknut gick linjen sydväst för att runda den sydligaste utlöparen av Brunnhemsberget för att sedan vända norrut till Äspås station. Därefter gick linjen norrut på östra sidan av Hornborgasjön till Broddetorp station. Nästa station var Axvalls station där den militära verksamheten på 
Axevalla hed gav upphov till betydande trafik, senare anslöts Skövde–Axvalls Järnvägars linje Skövde–Axvall här. Linjen gick vidare västerut mot Skara där Skara station kom att bli en viktig järnvägsknut i det Västgötska smalspårsnätet när Västergötland–Göteborgs Järnvägars huvudlinje Göteborg–Gårdsjö anslöts till stationen. Linjen gick vidare i nordvästlig riktning till Vinninga station där ett mindre stationssamhälle växte upp. Linjen slutade i Lidköping där även Lidköpings station kom att bli en järnvägsknut, här bidrog Lidköpings hamn med sina båtförbindelser över Vänern till godstrafiken.

## Slutet
Västergötland–Göteborgs Järnvägar (VGJ) hade en vilja att köpa LSSJ men först 1915 lyckades man köpa en aktiemajoritet i bolaget. Från den 1 januari 1916 arrenderade och trafikerade VGJ linjen men LSSJ kvarstod som ett eget järnvägsbolag. Under 1948 förstatligades alla kvarvarande privata järnvägsbolag med smalspåriga linjer i Västra Götaland, den 1 juli 1948 övertogs LSSJ:s linjer av Statens Järnvägar. Den 28 maj 1961 upphörde all trafik på sträckan Axvall–Stenstorp. Den 1 september 1961 lades persontrafiken ned på sträckan Lidköping–Skara samtidigt lades all trafik ner på sträckan Skara–Axvall. 1966 lades godstrafiken ned på sträckan Lidköping - Skara. Sträckan Axvall–Stenstorp revs 1962,  sträckan Skara–Axvall rev 1967 och 1969 revs sträckan Lidköping–Skara.